# Szabla wz. 1919

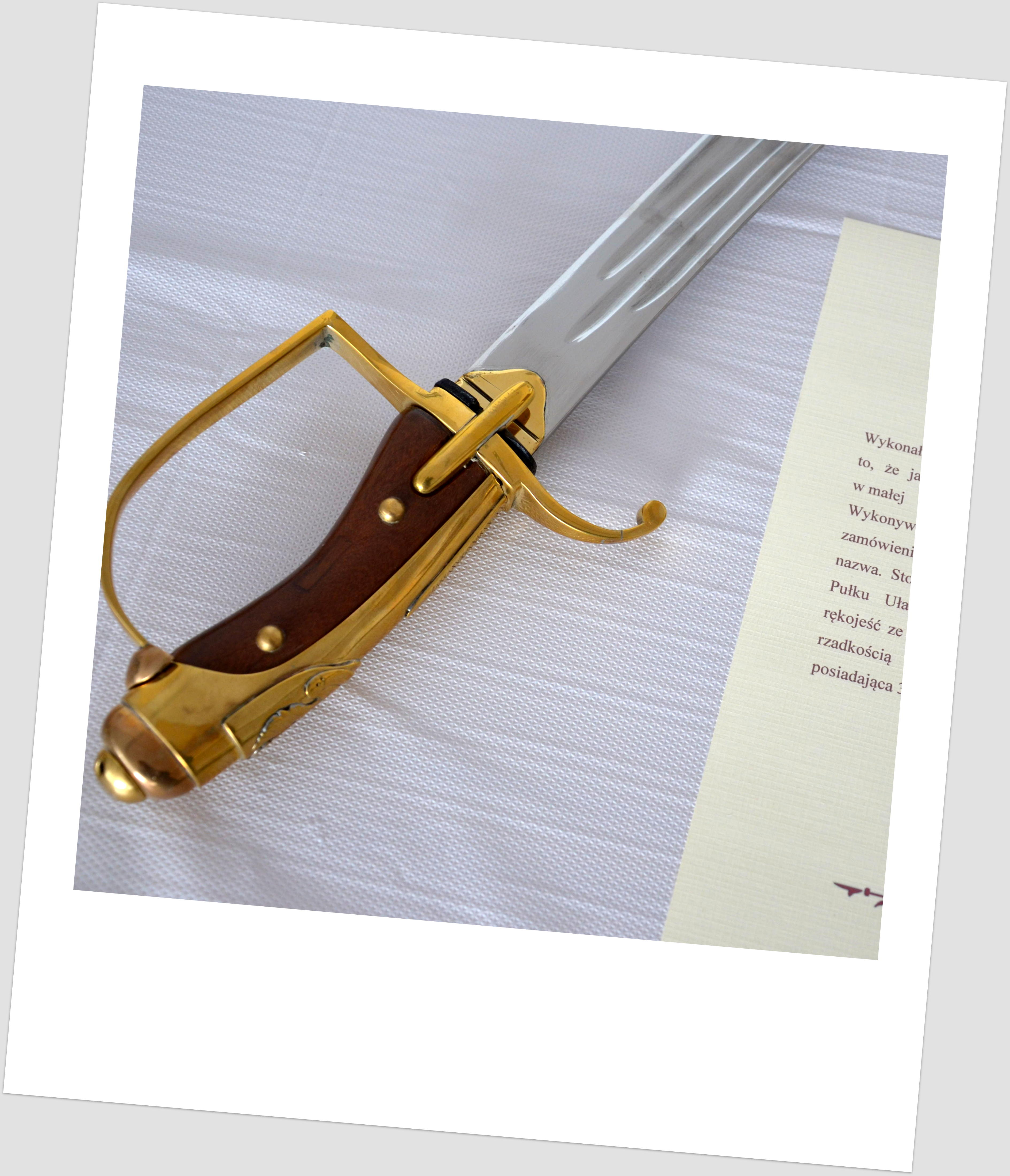
Szabla wz. 1919

Szabla wz. 1919 – polska szabla używana w Wojsku Polskim II Rzeczypospolitej.
Szabla wz. 1919 „Krechowiacka” uznawana jest za formę przejściową szabli polskiej między wzorami 1917 a 1921. Powstała w roku 1919 bądź w 1920 na zamówienie grupy oficerów 1 pułku Ułanów Krechowieckich. Stosowana była również w 10 pułku Ułanów Litewskich, 11 pułku Ułanów Legionowych i w Pułku Jazdy Tatarskiej. Ze względu na ich duże podobieństwo do szabel wz. 1921, szable krechowiackie obowiązywały w tych pułkach aż po 1935. 

## Opis szabli
Nie zachował się przepis normujący wygląd i konstrukcję tej szabli. Jedna z zachowanych szabel znajdująca się w zbiorach Muzeum Wojska Polskiego w Warszawie należała do porucznika Mikołaja Wisznickiego i jest opisana w sposób następujący: 

„Długość w pochwie 1015 mm, bez pochwy 975 mm. Ciężar w pochwie 1420 g, bez pochwy 840 g. Głownia o płazach szlifowanych w trzy dość szerokie bruzdy, biegnące od nasady do obosiecznego pióra (szlif zbliżony do stosowanego w szablach rosyjskich). Na nasadzie głowni po stronie wewnętrznej wybita cecha wytwórcy: 2 skrzyżowane miecze z wkomponowanymi dużymi literami ZZW. Na grzbiecie zastawy ryty napis: I PUŁK UŁANÓW KRECHOWIECKICH. Rękojeść z jelcem mosiężnym, jednokabłąkowym. Kabłąk jelca zgięty u dołu pod kątem prostym, u góry przechodzi łagodnym lukiem ku głowicy, z którą połączony jest zamkiem zaczepowym; w górnej części kabłąka ślad przecięcia spojonego miedzią i wzmocnionego klinem mosiężnym (na tzw. obce pióro). Prawdopodobnie rękojeść została skrócona na życzenie właściciela [...]. Krzyż jelca w środkowej partii rozszerzony. Wąsy płaskie z owalnymi końcami, dł. 59 mm. Tylne ramię jelca lekko zagięte ku dołowi, ze spłaszczoną łezką. Głowica z owalnym kapturkiem którego górna część została do dolnej przylutowana miedzią. W szczycie kapturka otwór, w którym zamocowany jest trzpień głowni mosiężną okrągłą nakrętką z dwoma otworkami do odpowiedniego klucza. Na kapturku przylutowany srebrny orzeł w koronie, na tarczy Amazonek, z dodatkową tarczką pośrodku. Kapturek przechodzi w warkocz umocowany w tylnym ramieniu, w specjalnie wyrobionym gnieździe [...]. Uchwyt umocowany dwoma mosiężnymi nitami, przechodzącymi przez trzpień głowni. Przy rękojeści temblak ze srebrnego galonu z karmazynowymi wypustkami i chwastem ze srebrnej nici. Pochwa niklowana, kołnierz szyjki profilowany, mocowany na wcisk. Ryfki z ruchomymi kółkami nośnymi, górna ryfka w odległości 67 mm od kołnierza, dolna 152 mm od górnej. Ostroga nierównoramienna, przednie ramię znacznie dłuższe od tylnego. Przy pochwie żabka z ciemnobrązowej skóry, z mosiężnymi klamerkami i kółkami, karabińczyki stalowe, niklowane”